# Gajzerik
Gajzerik (389. – 25. siječnja 477.) je bio kralj Vandala i Alana između 428. godine do svoje smrti 477. godine. Povjesničari ga smatraju jednim od najvažnijih ili najvažnijom osobom u rušenju Zapadnog Rimskog Carstva

## Mladost
Gajzerik je bio izvanbračno dijete vandalskog kralja Godigisela. Smatra se da je rođen na područja Blatnog jezera oko 389. godine. Otac mu je poginuo 406. godine, a vlast u državi je preuzeo Gajzerikov brat Gunderik koji je gotovo zajedno s drugim barbarima probio rimsku granicu na rijeci Rajni 31. prosinca 406. godine. Tijekom bratove vladavine on je njegov zamjenik, a ujedno i nasljednik pošto se kod Vandala ovog razdoblja nasljeđuje putem starosti unutar obitelji, a ne s oca na sina.

## Kralj Vandala i Alana
Gunderik je preminuo 428. godine, a zavisno od izvora Gajzerik je odmah počeo graditi brodove za odlazak u Afriku ili ih je bio gradio još tijekom bratova života. Nakon početnih uspjeha protiv Rima Vandali i Alani se u trećem desetljeću petog stoljeća na Pirinejskom poluotoku nalaze pod žestokim napadima rimske vojske i Vizigota (koji se bore za Rim) tako da Gajzerik donosi odluku o invaziji rimske Afrike.
80 000 Vandala i Alana (uključujući žene, starce i djecu) koji su 429. godine prešli Gibraltar lako pobjeđuju rimsku vojsku na području današnjeg Maroka i Alžira. Jedino je grad Hippo Regius pružio ozbiljniji otpor, ali ubrzo nakon njegovog pada poslije 14 mjeseci opsade Valentinijan III. će priznati osvajaču titulu kralja za područje koje je osvojio i sklopiti mir. To nije bilo dovoljno ambicioznom Gajzeriku koji je htio osvojiti Kartagu i čekao priliku, koja mu se pružila 439. godine kada na prepad postiže svoj cilj.

## Vandalsko kraljevstvo
Pad Kartage s rimskom flotom koja se nalazila u luci je izazvao šok u Rimskom Carstvu koje počinje opće mobilizaciju za rat s Vandalima. Flavije Aecije će na Siciliji 440. godine skupiti udruženu vojsku Rimskog Carstva za invaziju do koje neće nikada doći, pošto će Bizant povući svoju vojsku kako bi se branio od invazije Huna. Nakon ovog neuspjeha 442. godine car Valentinijan III. potpisuje mir s Vandalima kojim im priznaje potpunu nezavisnost, a ujedno će careva kćer biti zaručena za sina vandalskog kralja. 
Gajzerik poštuje tako sklopljen mirovni sporazum sve do 455. godine i ubojstva Valentinijana III., kada njegova udovica koja je bila prisiljena oženiti novog cara šalje zahtjev za pomoć Vandalima. 31. svibnja 455. Gajzerik se s vojskom iskrcava kod grada Rima i uskoro ga bez ikakvog otpora zauzima. Tijekom sljedećih 14 dana Vandali pljačkaju Rim, a po događajima tijekom tih dana će biti stvoren pojam vandalizam. Pored ostalog pri povratku u Kartagu Vandali sa sobom uzimaju kao taoce najbogatije građane (među njima caricu i njene kćerke) kako bi za njihovu slobodu dobili otkupninu.
Eudokija kćer Valentinijana III. kao što je bilo dogovoreno ranijim mirovnim sporazumom se u Kartagi udala za Gajzerikovog sina Hunerika i rodila budućeg kralja Vandala i Alana Hilderika. Nakon tog rođenja ona je puštena da otiđe u posjet Jeruzalemu otkud se nikad neće vratiti. Druga kći Valentinijana III. Placida, koja je udana za senatora Olibrija (budućeg cara), bila je puštena sa svojom majkom 461. ili 462. godine nakon što je Istočno Rimsko Carstvo platilo veliku otkupninu.

## Bitka kod rta Bon
Najveća prijetnja za Gajzerikovo kraljevstvo dogodila se 468. godine kada je Istočno Rimsko Carstvo skupilo 1100 brodova i 100 000 vojnika za invaziju Kartage. Nakon što se flota pojavila pred njegovim glavnim gradom Gajzerik je navodno prihvatio ultimatum i kapitularao samo je zatražio par dana da obavijesti Vandale o kapitulaciji što je bizantski zapovjednik Bazilsk prihvatio. Pod zaštitom noći dok su bizantski vojnici bili opušteni na svojim brodovima uvjereni u kraj rata Gajzerik kod rta Bon napada s 500 brodova i pobjeđuje. Pokušavajući iskoristiti pobjedu Vandali su počeli napad na Peloponez, ali su tamo bili odbijeni što dovodi do pat situacije. 
Propast rimske flote 468. godine je dovela Istočno Rimsko Carstvo praktički do bankrota tako da ono nije imalo snage za novu invaziju, a s druge strane Vandali su bili preslabi za napad na svog protivnika što će dovesti do mirovnog sporazuma sklopljenog 474. godine.
Prije svoje smrti u 88. godini 25. siječnja 477. Gajzerik će doživjeti svrgavanje zadnjeg rimskog cara koji vlada u Italiji. Njegov unuk Hilderik će postati posljednji vladar iz Teodozijeve dinastije, ali on neće vladati Rimom kao Teodozije I. nego vandalskim kraljevstvom